# 霍理林
利亚姆·福克斯爵士（英語：Sir Liam Fox，1961年9月22日—），英國保守黨政治人物，前任下議院議員、英國國際貿易大臣、贸易委员会主席。
福克斯格拉斯哥大學醫科畢業，从政前是一名醫生和皇家陆军军医队。1992年當選為國會議員。在约翰·梅杰政府担任了几个初级大臣职务后，他于1998年進入保守黨影子內閣，任憲制事務發言人（1998-1999年）、影子衛生大臣（1999-2003年）。2003年至2005年間與莫里斯·薩奇一同擔任保守黨主席。2005年曾角逐保守党领袖，以失败告终。其後擔任影子外交大臣（2005年）和影子國防部長（2005-2010年）。
2009年国会开支丑闻中，他是违规报销金额最大的影子内阁成员，赔付的金额也最大。2010年戴维·卡梅伦上台後，他被任命為英國國防大臣。2011年，因违规给朋友兼说客亚当·威里蒂国防部通行证和公款旅行的机会而引咎辞职。
2016年脱欧公投后，首相卡梅伦辞职。6月29日，利亚姆·福克斯宣布競逐保守黨领袖，但首輪出局。最後特蕾莎·梅當選保守黨领袖，並成為英國首相。福克斯獲任命為首任英國國際貿易大臣，至文翠珊任期完結為止。

## 早年生活
福克斯生於蘇格蘭東基爾布萊德的一个爱尔兰裔天主教家庭，在他的父母后来买下来的地方政府提供的保障性住房里长大。
他和他三个兄弟姐妹一起在公立学校受教育；他入读圣新娘高中（现在是圣安德烈和圣新娘高中的一部分）。他在格拉斯哥大学医学院学习，1983年以内外全科医学士毕业。福克斯是前全科医生（他当选国会议员前在白金汉郡的比肯斯菲尔德担任全科医生），一名军医和圣约翰救伤会的地区外科医生。他是英国皇家全科医师学会的成员。
在1980年代初在格拉斯哥大学学习医学期间，他是校辩论会的成员，并成为格拉斯哥大学保守党协会的主席。在那里他加入了保守党。福克斯于1984年5月争夺东基尔布赖德区议会的海尔米尔斯选区，以210票之差负于谋求连任的工党议员埃德·麦肯纳。
在格拉斯哥，福克斯抗议地方议会通过一项谴责格拉斯哥大学联盟（GUU）不允许同性恋学生社团加入联盟的决定议案的后辞去了大学学生代表委员会(SRC)的职务。学生代表委员会请求呼吁两个联盟给“偏执的”的决定一个解释。格拉斯哥大学联盟在国家级媒体报道的狂轰滥炸中依旧保持其立场，同时许多其他的大学联盟，包括爱丁堡大学，与格拉斯哥大学划清界限。福克斯是这样解释在大学学生代表委员会辞职并支持格拉斯哥大学联盟的决定的：“对于性问题上，我其实很自由。我只是不想让同性恋在我面前炫耀，他们会这样做的。”当被问及2008年的争议时，福克斯回答道：““幸运的是，我们大多数人都是从我们25年前的学生时代过来的。”

## 国会议员
福克斯第一次尝试在苏格兰竞选国会议员，但在1987年大选中竞争罗克斯堡和伯里克希尔选区时，他失败了。此后，他在英格兰寻求并赢得了伍德斯普林選區选区的提名，并成功地在1992年大选当选为该选区的国会议员。

### 梅杰政府
1993年6月，福克斯被任命为内政大臣迈克尔·霍华德的国会私人秘书。其后，在1994年7月，他被委任为一名政府助理党鞭。在1995年11月小规模的政府改组后，他被任命为财政部主任专员 - 政府高级党鞭。他于1996年至1997年在外交和联邦事务部担任政务次官。
1996年，他在斯里兰卡推行了一项名为“福克斯和平计划”的协议，该计划是在钱德里卡·班达拉奈克·库马拉通加的人民联盟和反对派拉尼尔·维克勒马辛哈的统一国民党之间进行的，目的是结束种族战争。2001年，伦敦大学中亚和南亚史教授乔纳森·古德汉德写道：“然而，自那以后几乎没有发生大规模冲突，表明各方对于和平有相当的诚意。”

### 反对党

#### 影子内阁
1997年6月，福克斯被任命为反对党前座的宪制事务发言人，并于1998年加入影子内阁，担任宪制事务的主要发言人。在1999年和2003年之间，他是影子卫生大臣。

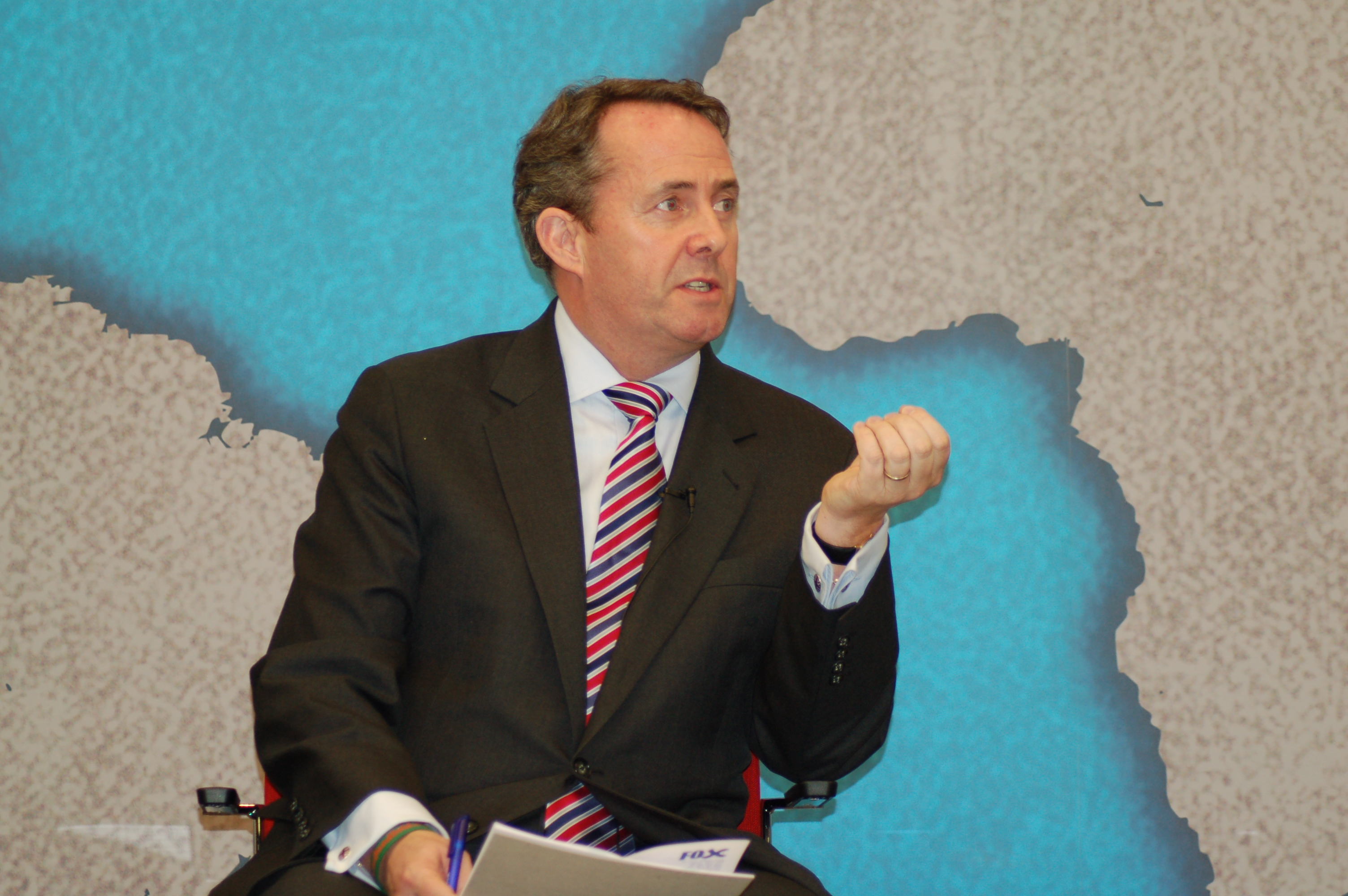
影子国防大臣福克斯

2003年保守党领袖伊恩·邓肯·史密斯因不信任动议而被保守党国会议员罢免后，福克斯成为迈克尔·霍华德竞选保守党领袖运动的竞选经理。福克斯在迈克尔·霍华德于2003年11月晋升为党的领袖之后成为党的共同主席。在2005年大选之后，他在影子内阁中晋升为影子外交大臣，尽管有看守的性质。2005年12月7日，他被新任反对党领袖戴维·卡梅伦任命为影子国防大臣。

## 竞选保守党领袖

### 2005年
2005年9月，福克斯宣布他将竞选保守党领袖。他的2005年竞选领袖运动的主题基于“破碎社会”，他说保守主义者可以通过强调婚姻和改革福利国家来解决这一问题。2005年10月18日的第一轮投票中，他得票42张，得以进入下一轮。第二轮投票中，他以51票负于戴维·戴维斯的57票和戴维·卡梅伦的90票而出局，卡梅伦赢得选举后，任命福克斯为影子国防大臣。

### 2016年
2016年6月，支持脱欧的福克斯在伦敦广播公司的节目上说，如果首相卡梅伦在脱欧公投后辞职，自己将出马参选党领袖。在宣布候选人资格期间，他说英国应在2016年年底之前触发里斯本条约第50条，这样英国可以在2019年之前离开欧盟，将2019年1月1日规定为英国应该离开的日期。并表示他不允许将人口自由流动视为与欧盟的任何替代性贸易安排的一部分。他承诺增加国防开支，说他特别想看到“海军的规模和的网络战能力的增加”。他还承诺废除2号高铁，花费550亿英镑用于区域火车线路项目，减少税收，削减福利开支，创建一个新的“贸易和外交事务”部，并审查援助预算。福克斯在第一轮投票中即被淘汰，得票16张。

## 国防大臣

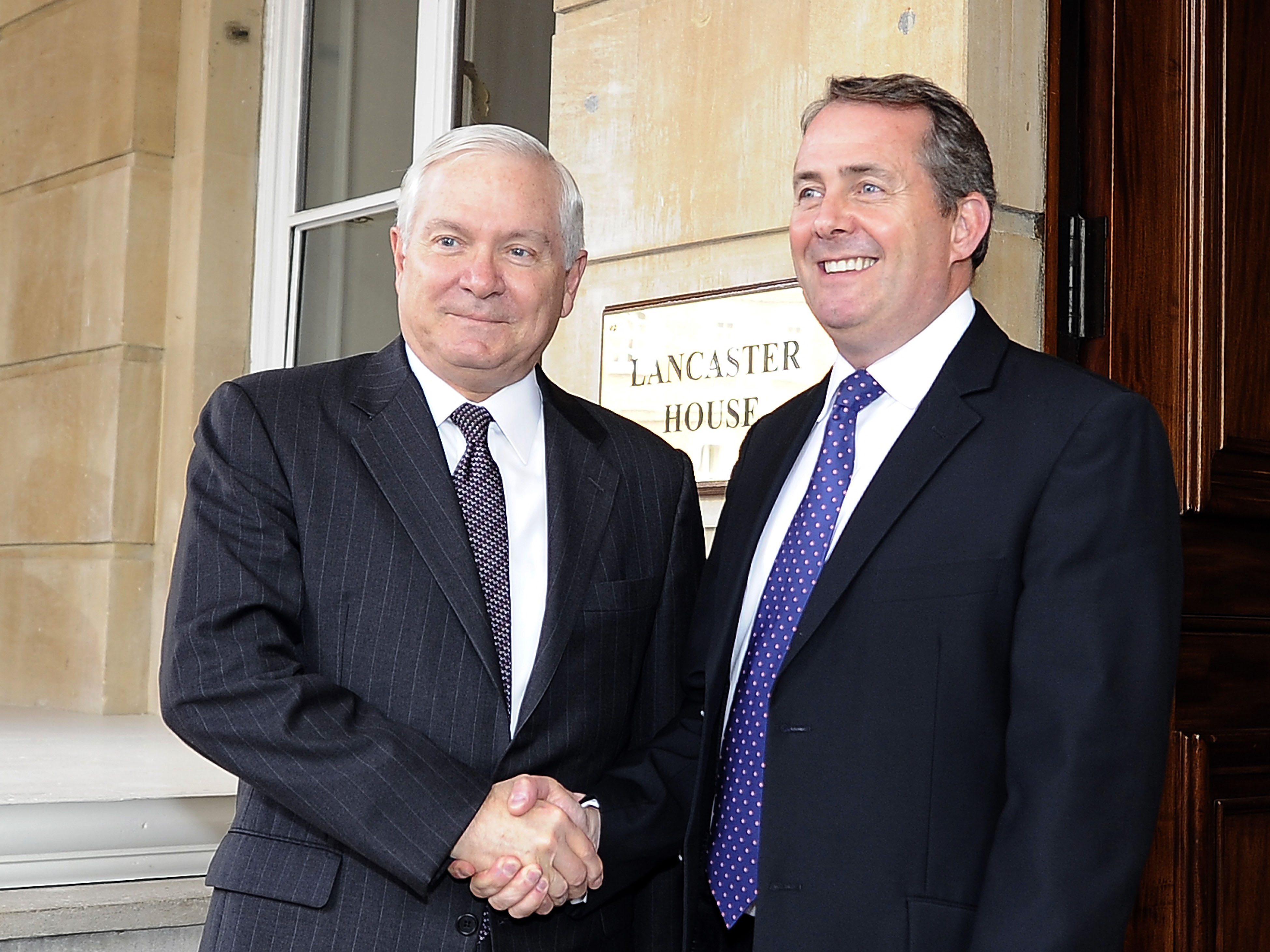
2010年福克斯与美国防长罗伯特·盖茨会面

2010年5月12日，福克斯被任命为卡梅伦内阁国防大臣，上任后的第一个周末就与外交大臣威廉·黑格、国际发展大臣安德鲁·米切尔飞赴阿富汗视察军队。
2010年7月，他说，公共财政缺乏资金的可怕状态意味着英国军队不再能够应对每一种可能的危险。他说，最直观的改变是，英国必须放弃一个或多个一直拥有，同时在北约等集体安全条约框架下作出贡献的能力。“我们国家没有钱来保护自己应对每一个潜在的未来威胁，”他说。“我们必须看看真正的风险将来自哪里，真正的威胁将来自哪里，我们需要有选择性地处理。俄罗斯人不会马上席卷东欧平原，”他补充说。福克斯承认正在评估维持25000名驻德英军的必要性。国防大臣先前曾经说，他希望在某个时候撤回驻德英军，这将是二战结束以后英国首次撤出德国。
根据一些分析师的说法，国防部（MoD）在未来五年内预算削减高达8％，该部门正在努力解决其已确认的370亿英镑的资金短缺。国防战略和安全评估（SDSR）的报告于2010年10月19日公布。2010年9月，在法国巴黎与法国国防部长埃尔韦·莫兰举行的英法海军共享航空母舰的可能性的会议上，福克斯说，“我认为分享航空母舰是不现实的，但在其他领域，如战术运输机，我们倒是可以看看我们能做什么。”他补充说：“我不否认，预算问题增加了不确定性。”

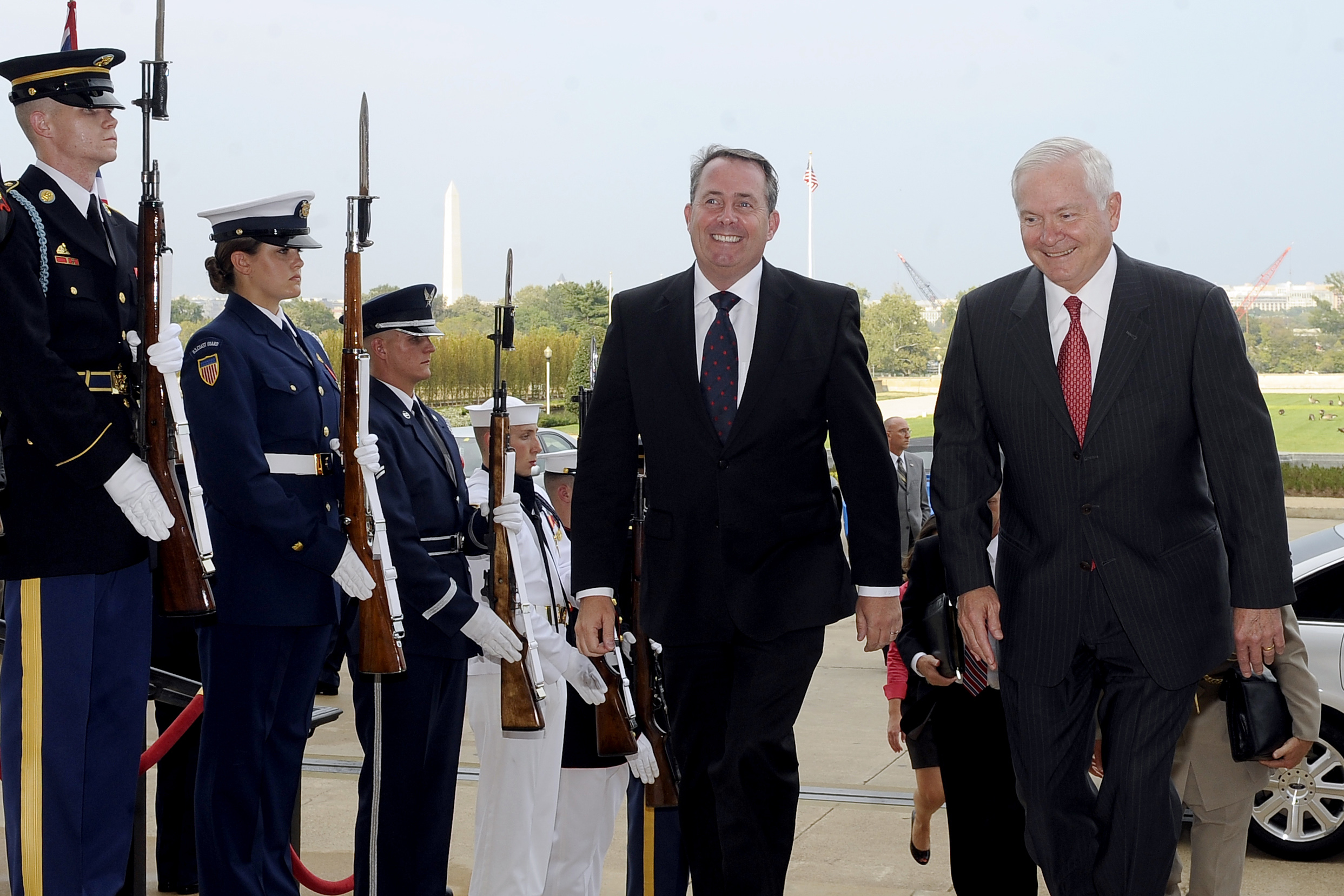
2010年福克斯访问五角大楼

2010年9月，福克斯在给首相戴维·卡梅伦的私人信中拒绝支持大幅裁减英军。他说，这将严重损害军队士气。这封信是在国家安全委员会（NSC）关于国防战略和安全评估（SDSR）会议的前一天晚上写的。福克斯在信中写道：“坦率地说，这个过程看起来越来越不适合作为适当的SDSR（国防战略和安全评估），更像一个‘超级CSR（综合支出审查）’。如果它继续在当前的轨迹运行上，很可能对我们产生严重的政治后果。”福克斯继续说：“我们今天的决定将严重限制当前和未来政府所有的可用选择。我们今天可以进行的军事行动，将来根本无法做到。特别是，英国将处于危险之中。”
2011年2月，福克斯在自己的部门发起了一次清理“膨胀”赤字的行动，因为数据显示国防部前15个主要的大采购项目的预算至少超支了88亿英镑，而且它们延期的时间加起来有32年。其中包括A400M运输机项目，超过预算6.03亿英镑，比计划落后六年。他批评了在国防部和工业界中所谓的“基于成本估算不足和不切实际的时间表的潜规则”。“国防部中的这些做法在私营部门根本不能容忍，它们在国防部也将不再被容忍。”需要一个“政府和行业之间的新的、坦率和诚实的关系”，福克斯表示这种变化必将来临。
2011年3月，福克斯反对武装部队裁员11000人的决定，坚持最近从阿富汗返回的人员不会被解雇。卡梅伦首相最后确定将削减5000人，原计划削减的皇家海军的3300人和皇家空军的2700人将留任。国防战略和安全评估制定了总计减少武装部队人数17000人的计划。其中的一部分将永久性削减。国防部官员说，11000名工作人员仍然面临强制或自愿的裁撤。福克斯说，必须让公职人员“充分意识到可选择的出路和时间上的范围”。他说：“这意味着需要为自己及其家人制定一个时间表。” “为了方便政府，改变该时间表是完全错误的。”
2011年利比亚内战，福克斯警告说，利比亚可能最终分裂成两个国家，因为穆阿迈尔·卡扎菲散尽了他武库的全部武器，派遣战机和地面部队在全国各地攻击叛乱分子。“我们看到卡扎菲的部队只能控制以的黎波里为中心的地区，”福克斯说。 “那个国家事实上已经分裂。”
2011年5月，福克斯反对大幅增加英国的国际援助预算的计划，直接挑战了卡梅伦的权威。福克斯在给首相的一封被泄露的信中说，他不能接受将国际发展预算增加到国内生产总值0.7％的计划。在去年的保守党竞选宣言中所作的国际援助承诺，是卡梅伦改变保守党形象的计划的核心。福克斯的行为赢得了保守党内右翼的支持，他们中的许多人在2005年与卡梅伦争夺党的领导权时投票支持福克斯。“我不能支持当前形式的提案，”福克斯告诉首相。他建议，国际发展资金应转用于国防开支，即便违反援助的承诺，也只会释放更多的公共资金用于“其他国内活动或计划，而不是国际援助”。
这是第二封透漏重大信息的泄密信。去年，《每日电讯报》得到一封信，其中国防大臣警告首相，“严厉”削减国防预算可能削弱武装部队。连续两封国防大臣的信被泄露，让首相的盟友和幕僚们怀疑这是国防大臣在有意破坏首相的权威以谋求有朝一日再挑战党领袖大位。2005年福克斯曾在党领袖选举中负于卡梅伦和戴维·戴维斯。

在被第一海务大臣兼海军参谋长马克·斯坦霍普和空中打击司令部司令西蒙`布莱恩特负面评论后，福克斯说两位将军的话正在给卡扎菲政权鼓气。他还警告说，军队的高级将领面临裁员，因为政府希望减少官僚主义，削减“将星”。《每日电讯报》了解到，裁员将包括500名星级军官，相当于陆军准将及以上职级。福克斯说：“在讨论任务的可持续性时，我们必须非常小心，我们这些拥有国防权力的人。人民的生命受到威胁，他们只能逃出利比亚。”前第一国防副参谋长桑迪·伍德沃德海军上将，暗示福克斯试图把“自己的失败”怪罪到军事主管头上。他说：“当然，军种主管不应该在国防部外面公开自己的见解，但是当政客们明显错误时，军官们没有别的选择。”

### 莱文报告
2011年6月27日福克斯宣布，国防安全战略委员会委员莱文男爵完成了关于国防部改革的报告，并建议削减高级军官的人数，这可能导致国防部的大臣级职位被削减。陆军、海军和空军将由一名主管负责。而此前，每个军种有两个指挥官，一个负责战略，另一个负责日常操作。这次改革也将理顺军事作战行动的命令链。三个军种的主管也将从富有权力的国防委员会中被剔除。时任军官之首、国防参谋长戴维·理查兹将代替他们。一个由国防大臣选择的非执行主管（高级公务员）主持的独立委员会将负责三军军衔的授予。国防部预计到2012年将解雇8000名公务员。高级指挥官将更多地控制他们的预算和内部任命。报告还建议成立一个联合作战司令部同时国防部的高级职员能在任更长时间，至少不短于两年。莱文说，“在整个国防组织中，财务问题和可购性需求不被认为是非常重要的。”他说，国防部弥漫着的“缺乏信任”导致了决策层倾向于微观管理，而各军种则是为自己而不是为整体考虑。这导致了“过度复杂的倾向……和一种重造轮子（多此一举）的文化”。报告还建议应加强国防参谋长的作用，使“他一个人负责代表整个军方的声音”。莱文说，新的国防委员会“应该是不负责具体管理事项的主要决策机构”，并应每年举行至少10次会议。它将有九名成员，但只有一名来自军方，即国防参谋长。

### 国防和安全观点

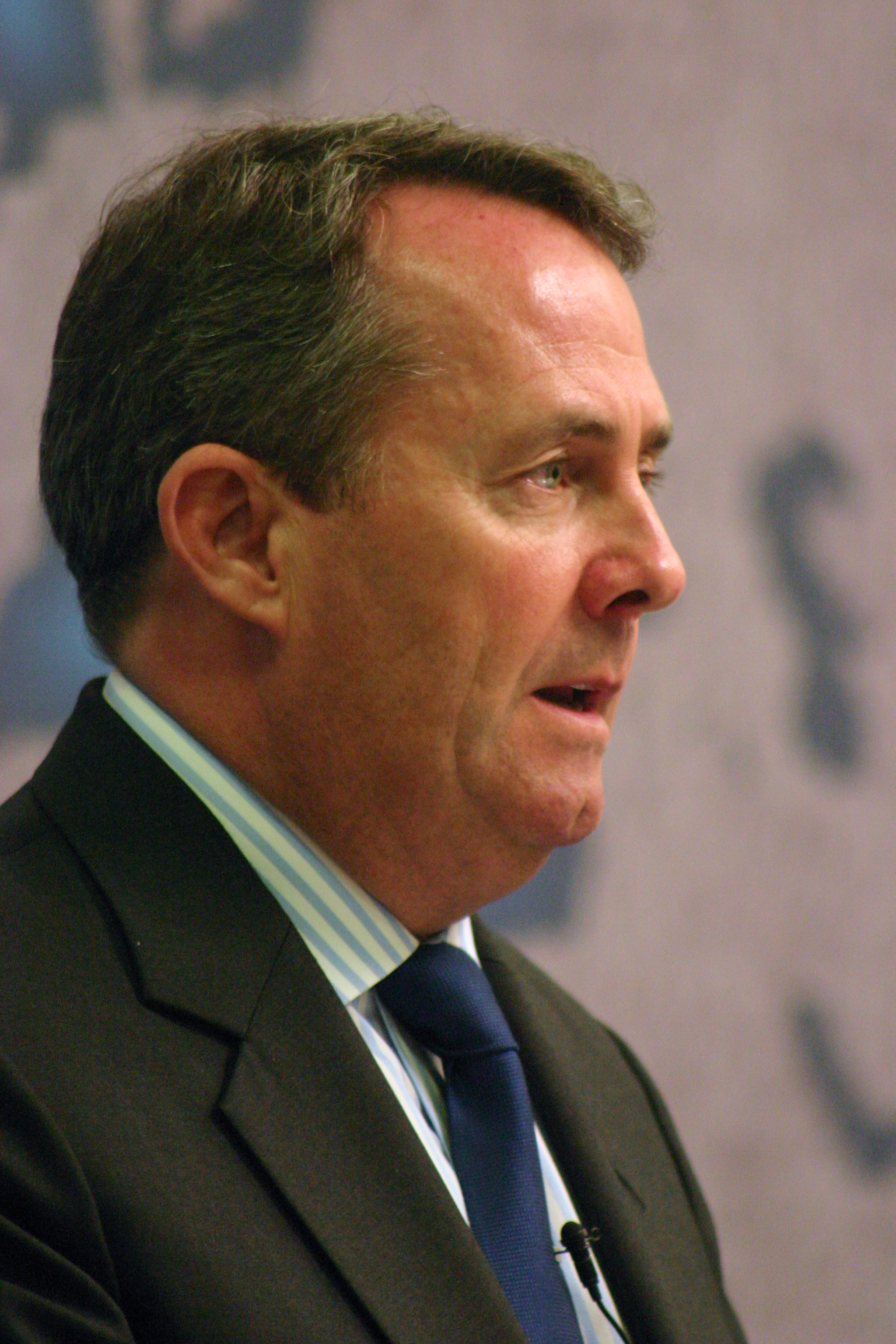
福克斯在查塔姆研究所

在2010年10月19日下议院的关于武装部队未来的演讲中，卡梅伦实行提出削减计划：具体为7000个英国陆军工作岗位； 5000个英国皇家海军职位；5000个皇家空军岗位；和国防部的25000个文职岗作。在设备方面，英国皇家空军将失去猎谜MRA4巡逻机系统，全部鹞式战斗机将被报废，基地将被转交给陆军。陆军的坦克和重型火炮数量减少40％，驻在德国的一半士兵将在2015年返回英国，其余的将于2030年回到英国并驻在前皇家空军的基地。海军将其驱逐舰和护卫舰的数量削减到19-23艘（通过裁撤22型护卫舰），并将以更便宜的31型护卫舰代替它们，而不是较昂贵的26型巡防舰。海军也将受到鹞式战斗机退役的影响。总体而言，国防预算将削减8％，但卡梅伦坚持认为英国将继续达到北约的目标，也就是将国内生产总值的2％用于国防开支。在这次演讲中，卡梅伦宣布了一项国家网络安全计划，花费5亿英镑，“修复网络基础设施方面的缺陷”，同时更多的注意力将放在处理像基地组织和持不同政见的爱尔兰共和军这样的恐怖分子上，他说政府将“继续支持我们世界顶级的情报机构”。到2015年，陆军数量将降至95500人，比现在减少7000人 - 但地面部队将在未来的作战中继续发挥重要的作用。

### 辞职
2011年10月14日，福克斯辞任国防大臣，因为允许其朋友亚当·威里蒂参加国防会议的行为违反了相关法规。

## 国际贸易大臣
2016年7月，特雷莎·梅成为首相后，福克斯被任命为国际贸易大臣。福克斯将帮助确保英国脱欧之后与其他国家的贸易协议。
《华尔街日报》报道说，利亚姆·福克斯说，触发英国与欧盟谈判的最佳时机是2017年初，这样在2020年大选之前可以完成交易。福克斯还说，他希望与欧盟达成自由贸易协定，而不是留在欧盟关税联盟，他说这可能会限制英国与其他贸易伙伴谈判减低关税的能力。
在2016年9月的国际贸易演讲中，福克斯暗示英国的出口水平降低是商人因为过去的成功而变得“懒惰和肥胖”的结果，认为出口是商人忽视的“分内之事”，因为“它可能太难或太浪费时间，或者因为他们耽误了星期五下午打高尔夫球”。
2017年4月，他访问菲律宾，与该国总统罗德里戈·杜特尔特会谈时称英菲两国有“共同价值观”，但该国在杜特尔特执政时存在大量非法处决的情况，福克斯因此被批评。
2017年，他宣布成立一个新的贸易委员会，每年将举行四次会议，以确保自由贸易的利益普惠全国。不过，当他任命自己为该委员会独立董事时，引来人们嘲弄。

## 政治立场

### 国际政治和安全

#### 巴林
2013年3月，福克斯是巴林会议的主要与会人之一，旨在将西方意见传达到巴林政府与阿拉伯之春的斗争中。福克斯是参加巴林国际研讨会的“关键人物”名单中唯一的英国人。两年间，60多人死于抗议活动，13名民权示威者被判处10年监禁。

#### 伊拉克
他投票赞成2003年入侵伊拉克。作为影子国防大臣，他支持政府派驻军队进入伊拉克的立场，直到安全局势允许撤出部队为止，但是批评政府对战后局势的规划和战争早期英军缺乏装备的问题。他支持美国增兵的想法，并认为它是成功的。在影子国防大臣任内，他多次访问了伊拉克。2014年8月，福克斯认为英国应该开始在伊拉克北部轰炸伊斯兰极端分子。次月这成为政府的政策。

#### 阿富汗
福克斯一直是阿富汗战争 (2001年)和英国驻军阿富汗的支持者。他一直批评一些欧洲北约伙伴，他认为这些伙伴对阿富汗南部和东部较为危险的地方的局势没有作出足够的贡献。成为影子国防大臣后，他曾五次访问阿富汗。2010年7月，福克斯说，从阿富汗提前撤出联军部队将面临阿富汗重新内战的危险，并为世界各地的圣战者注入“一针强心剂”。与首相卡梅伦的形象立场鲜明对比的是，卡梅伦承诺在2015年前撤出所有英国军队，福克斯说，英国如果在“工作完成之前”离开，就会背叛那些牺牲的士兵。他补充说，英国军队将是最后离开阿富汗的国家，因为他们驻扎在赫尔曼德，这个国家最危险的省份之一。他说，“如果我们过早离开，不铲除叛乱危险，增加阿富汗国家安全部队的能力，我们就可以看到跨国恐怖分子返回阿富汗……我们不仅会冒阿富汗内战的风险，造成安全真空，而且我们还有可能使不可想象的区域甚至可能造成拥核的巴基斯坦陷入动乱。”

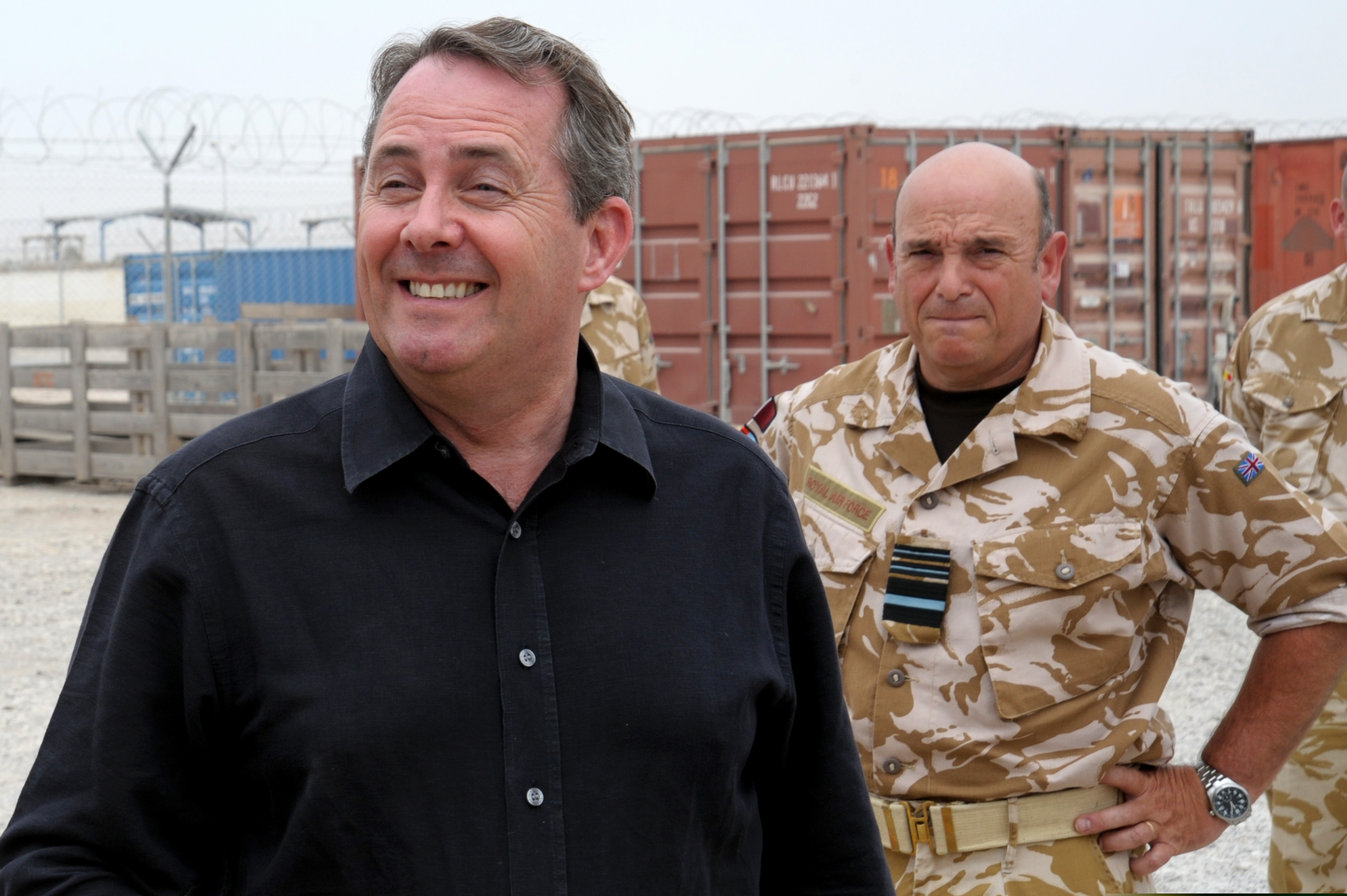
福克斯与斯图尔特·彼奇空军上将在阿富汗

福克斯任国防大臣后说，阿富汗赫尔曼德省Sangin地区的英国军队将被美军取代。英国在该地区遭受了最严重的损失，自2001年以来有99人死亡。约有1000名皇家海军陆战队士兵将于2010年年底离开并重新部署到赫尔曼德中部。福克斯告诉英国议员们英国部队在桑吉取得了“良好的进步”，但这一调动将使英国能够在赫尔曼德繁忙的中央地带获得“更多的人力和更大的关注”，离开该省由美军驻扎的北部和南部。“结果将是赫尔曼德主要人口密集地区都有联军的驻扎，美国在北部和南部，以及由英国领导的特遣部队与我们杰出的丹麦和爱沙尼亚盟军，驻在中央人口带。”他这样告诉下议院。
2010年7月19日福克斯说，四年内，阿富汗军队和警察应该对安全负责，使英国军队只作为军事教练。这个日期比卡梅伦当月提出的截止日期提前一年，他说他希望到2015年部队撤出。福克斯说：“我们的目标一直是成功地执行任务，任务总是说，阿富汗国家安全部队将能够在2014年之前处理自己的安全。我们认识到，在培训和提高这些部队的质量方面还有待进一步努力，这就是为什么我们说在那个日期之后英国军队还会留下训练部队。但我们已经非常清楚，这不会是战斗部队。”

#### 伊朗
他多次就伊朗的核野心发表谈话，并认为所有选择，包括使用军事力量，都必须在考虑范围之内。他反对有核武器能力的伊朗。他曾于2007年7月访问伊朗。2011年2月，福克斯警告国会，伊朗可以在2010年前拥有核能力。然而在2013年，福克斯认为对伊朗的经济制裁是“远不够的”。

#### 北约
福克斯是强硬的大西洋主义者。他认为，北约是英国和欧洲国防的基石，北约必须优先于欧盟，包括在与欧洲大陆防御有关的一切事项上有首先拒绝的权利。他一直批评北约内部的共同供资机制，并呼吁建立一个系统，使北约成员国能够在北约领导的军事行动中更加合理地分摊负担。

#### 欧盟
他被认为是坚定的欧洲怀疑主义者，反对欧洲国防一体化以及欧洲政治一体化。他反对欧盟委员会在国防政策上的任何角色。他认为共同安全与防务政策与北约的职能重复，而且吸收了珍贵的资源。他特别反对《里斯本条约》中的防卫规定。他是保守党内的欧洲怀疑小组“保守不列颠”的副主席。

#### 以色列
福克斯是以色列的支持者，并且是以色列保守党之友的成员。2006年，他说：“以色列的敌人是我们的敌人，这是一场我们大家站在一起的战斗，或者我们都会分裂。”《犹太纪事报》在称福克斯是政府中“最支持以色列的”。2009年1月，他提到以色列，他还说，“英国对任何盟友的支持从来是尽职尽责的，国际法和价值观必须始终遵守。2011年5月，福克斯在以色列“我们相信以色列”事件中说，以色列定居点“是非法的，是和平的障碍”。

#### 双边防务合作
福克斯认为，与主要战略伙伴建立双边防务关系符合英国的国家利益。福克斯提到了美国、法国、挪威、土耳其、沙特阿拉伯和其他海湾国家。

#### 英美特殊关系

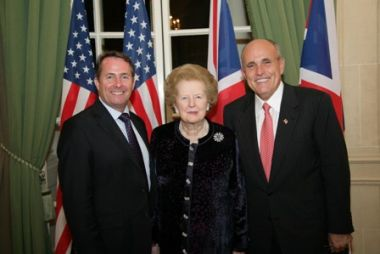
福克斯与纽约市长鲁道夫·朱利安尼和前首相玛格丽特·撒切尔。

他坚信英国和美国之间的特殊关系。他是“大西洋桥”的创始成员和英方董事，大西洋桥是一个英国的慈善机构，旨在保护和促进特殊关系。大西洋桥在2011年10月被关闭后被告知其活动与“促进政治政策与保守党密切相关”。尽管保守党和共和党之间的关系在伊拉克战争中被破坏了五年，福克斯仍然能够与布什政府保持良好的关系。他率领英国保守党代表团参加2008年美国共和党大会。

#### 叙利亚
福克斯对国会投票不对叙利亚使用化学武器采取军事行动感到失望。福克斯批评卡梅伦的辩论策略和表现，并说“没有必要征求国会批准任何军事行动，因为宪法规定此权威属于政府。”他后来认为，叙利亚内战没有满意的答案，应该考虑阿萨德政府存在的前景。福克斯认为，在伊拉克对伊黎伊斯兰国的轰炸应扩大到叙利亚，应通过军事干预在叙利亚设立安全避难所。

### 英国国内政治议题

#### 极刑和流产
他反对极刑。
福克斯批评堕胎，并要求对英国《堕胎法》进行“巨大限制，如果不废除”。在接受《摩根和普拉特尔》节目的采访时，福克斯详细阐述了这些观点，指出他“愿意看到[堕胎极限]下降到20周以下；我想我们的限制应该在12或14周，更类似于一些欧洲国家。”
他继续说，“每年实际中止18万未出生的孩子的社会是一个需要问自己很多问题的社会，对我来说，这是一个简单的个人信念问题。它说，‘你应该不杀’，它没有说，你别杀，除非国会说没关系。出于同样的原因，我反对死刑。但是，我承认，如果大多数人决定这是他们认为可以接受的事情，我就必须忍受。但我不会就此收手，我不会假装我的观点是为了政治方便的缘故，我会一直坚守这个观点。”

#### 军队福利
福克斯多次声称军队契约被打破，英国武装部队被要求做了与他们得到的相比太多的事。时任保守党领袖戴维·卡梅伦建立了由前记者兼间谍弗雷德里克·福赛斯为首的军队契约|委员会，目的是在未来的保守党政府下找到改善现役军人、退伍军人及其家属的福利的方法。福克斯对军人的精神健康问题特别感兴趣，并批评戈登·布朗的工党政府未能充分解决这个问题。

#### 核威慑
福克斯认为，英国应该保持其基于三叉戟系统的持续海上、独立、海底的战略核威慑。

#### 国防采购
福克斯承诺在国防部重组国防采购过程。他还指出，在保守党政府之下，看到英国在全球国防出口中所占份额增加是一个政策问题。

#### 同性婚姻
2013年2月5日，利亚姆·福克斯在英国引入同性婚姻《同性伴侣婚姻法案》二读中投票反对。他对LGBT社区重要性问题上的立场被民调机构Stonewall（石墙）评分为21分。

#### 出版自由
2013年10月，福克斯呼吁《卫报》对2013年大规模监控披露案件提出起诉。2015年1月，福克斯在YouTube上发布了一段视频，详细介绍了他对爱德华·斯诺登的看法和批评。他说：“我们不断保护我们的社会免受各种威胁，特别是有组织犯罪，恋童癖和恐怖主义。为了使我们的情报机构有效运作，并保护我们免受这些威胁，他们需要能够秘密地做事情，秘密的公开披露将损害我们的国家利益。当爱德华·斯诺登窃取文件，大约58000份来自政府通信总部，在过去十多年来在防止英国的恐怖主义暴行中发挥了至关重要的作用的文件，并把他带到中国和俄罗斯。这不是自由战斗。我们应该以叛国来称呼之。那些帮助斯诺登的人必须对他们的行为负责。”

#### 国民医疗服务
2014年1月，福克斯表示，国民医疗服务的封闭融资应该结束，说“在过去十年中，[开支]的增加是惊人的，但我们的许多健康指标落后于其他国家，特别是中风结果或许多癌症结果。”

#### 苏格兰
在苏格兰独立公投之前，他发表了一份演讲，阐明苏格兰应该继续留在联合王国的原因。他还在媒体上表达了对苏格兰独立的关注，敦促外国干预。

## 丑闻

### 开支
2010年3月，福克斯对前大法官部常任秘书托马斯·莱格爵士的决定提出上诉，决定要求福克斯赔付过去报销的22476英镑的按揭利息。福克斯立即赔付了这笔钱，然后提出了上诉。福克斯的上诉被拒绝，该决定由前高等法院法官保罗·肯尼迪先生维持。福克斯说，他决定重新安排他的第二个家的装修费用，并声称他赔偿了比原价更高的赔款，因为他可以直接向纳税人公开装饰费。在他的回应中，保罗·肯尼迪爵士说：“你要求根据现行规则是不可追回的。我完全同意，像许多其他人一样，如果费用局拒绝了您对抵押权益的报销，您可以提出其他报销，并且你可能已经花了你在选区的家提出的一些抵押贷款，但证据不准确，而我的职权范围只允许我干预，如果我发现在你个人的案件中有特殊原因，表明要求赔付，不论是在所有还是在建议的水平是不公平和公平的。”福克斯成为时任影子内阁中赔付金额最大的人。
据2009年6月的报道，福克斯在过去四年里为他的手机报销了超过19000英镑的费用。福克斯解释说是由于作为影子国防大臣的正常海外访问，他说他正在寻找一个更便宜的国际漫游。
2012年10月，下议院议长阻止了数据的公布，显示哪些议员为了经济利益向其他议员出租他们的住宅。然而，在《每日电讯报》上刊登了对议会记录的研究。研究表明，利亚姆·福克斯从他的伦敦家收取租金收入，同时用公款报销另一个住所的按揭。
在2013年10月，福克斯再次被曝，文件显示他一年前为一次100米车程报销了3便士。2012-13年间他一共报销了15笔不足一英镑的车费，其中最大的一笔为44便士。他告诉星期日人民报：“这不是我做的，是我办公室的人。但是他们全都遵照出行距离的规则。”

### 违反国会规则
2010年3月，福克斯承认两次违反国会规则通过斯里兰卡政府出资访问斯里兰卡，但没有在规定的30天内到国会议员的财务权益登记册上登记，并没有向部长们说明向斯里兰卡提供了多少英国援助。事实上，福克斯已经宣布斯里兰卡政府报销所有旅费。然而，他在2007年11月的一次访问晚了两个月。福克斯将这个错误归咎于“人员配置的变化”。.在BBC文章中提到的斯里兰卡五次访问中，有三次是由斯里兰卡政府全额报销的。斯里兰卡政府没有全额报销的款项由斯里兰卡发展信托基金支付。
尽管他的访问由斯里兰卡政府报销，而且与斯国总统马欣达·拉贾帕克萨的关系密切，福克斯还是声明他一直在为“种族鸿沟的所有方面”工作：“我参与了促进斯里兰卡和平与和解的努力，涉及种族鸿沟的所有方面，因为我是1997年的外交部政务次官。在我最近的访问中，在记者招待会上发言，概述了我在那里的原因。 2007年11月的访问延期是因为年终审计中人力资源职责的变化，这一点我也强调了。我在第一时间通知了有关人员，注册信息也相应的更新了。所有访问均已在议员利益登记册上充分公布，因此是为公众所知及完全合法的。然而，我确实认识到，在2008年被人提到这个问题时，我应该注意到其中的利益冲突，并应该写信给注册服务官，以表明这一点。”

### 朋友亚当·威里蒂
2011年10月，福克斯与一个亲密的朋友亚当·威里特的关系吸引了媒体的广泛关注，最终导致福克斯辞职。威里特比福克斯小17岁，在福克斯的婚礼上是伴郎，免费住在福克斯的公寓里，并参与了他的生意和保守的大西洋主义智库“大西洋桥”。福克斯任国防大臣期间，威里蒂多次在国防部拜会了福克斯，陪同福克斯参加了许多公务外访，参加了福克斯与外国政要的一些会见，并使用近似官方的名片，他说他是福克斯的顾问，尽管没有正式的政府职位或安全检查。媒体提出了有关福克斯允许这种情况的疑问、这两人关系的性质、以及威里蒂的收入来源的问题。
作为回应，福克斯最初要求国防部常务次官厄休拉·布伦南调查自己与威里蒂的关系。一些会议涉及福克斯自己、威里蒂、马修·古尔德（在他是前英国驻以色列大使），在某些情况下还有工党籍前外交部副大臣丹尼斯·麦克哈尼。英国外交部回答说：“外交部完全相信马修·古尔德在任何时候都采取了适当的行动，在任何阶段，他都不会独立行动，或违背政府的政策。”
2011年10月9日星期日，在布伦南向首相汇报调查结果的初步报告之前，福克斯发表了一个声明，对威里蒂的行为公开道歉，否认错误，但承认错误的判断让他的专业素质和个人的忠诚受到打击。随后调查被升级，福克斯在内阁秘书公布完整报告之前辞职。
国防部在2011年10月10日下午7点之后公布了福克斯会议 的所有完整清单，并揭示了威里蒂在福克斯任职期间有70次参与（57％）。在2005年6月，福克斯用公款，为亚当·威里蒂报销。

## 私生活
2005年6月他正式承认与长期交往的格拉斯哥大学校友、罗伊城堡肺癌基金会医生Jesme Baird的订婚，他们于2005年12月17日在国会对面的圣玛格丽特教堂结婚。

### 个人财富
福克斯是医疗教育公司Arrest Ltd的注册股东，于2010年辞职。他个人财富估计有100万英镑。福克斯接受了商人乔恩·莫尔顿的5万英镑捐款，后者的投资公司Better Capital后来又加入了一个航空航天金属制造细节供应商，包括军用和民用飞机的组件的Gardner航空航天公司，这可能使福克斯产生利益冲突，但福克斯和莫尔顿都没有违反有关捐赠的任何规则。

## 著作
2013年9月福克斯出版了名为《潮起：面对新时代的挑战》的384页的书，他警告说，世界上许多机构都没有能力应对21世纪的经济和安全威胁。

## 头衔
- 利亚姆·福克斯 (1961 – 1983)
- 利亚姆·福克斯 医生 (1983 – 1992)
- 利亚姆·福克斯 医生 国会议员 (1992 – 2010)
- 尊敬的利亚姆·福克斯 医生 阁下 国会议员 (2010–)

## 外部連結
- 霍理林議員 （页面存档备份，存于）官方網站
- Dr Liam Fox MP former constituency website – inactive
- 保守黨檔案
- 英国的個人檔案
- Hansard（1803年至2005年）記載的在貢獻
- Hansard記載的在貢獻
- 公鞭記載的投票紀錄
- TheyWorkForYou記載的紀錄
- 紀錄的個人檔案
- Journalisted記載的撰寫過的文章
- Profile: Liam Fox （页面存档备份，存于）, BBC News, 16 October 2002
- Profile: Liam Fox （页面存档备份，存于）, BBC News, 10 November 2003

| 大不列颠及北爱尔兰联合王国国会 | 大不列颠及北爱尔兰联合王国国会               | 大不列颠及北爱尔兰联合王国国会 |
| ------------------------------ | -------------------------------------------- | ------------------------------ |
| 前任者： 保羅·迪恩             | 英國下議院伍德斯普林議員 1992年－2010年      | 選區取消                       |
| 新頭銜                         | 英國下議院北薩默塞特議員 2010年－2024年      | 現任                           |
| 官衔                           |                                              |                                |
| 前任者： 艾敬文                | 影子內閣政制事務發言人 1998年－1999年        | 繼任者： 楊佐義                |
| 前任者： 衛德康                | 影子內閣衛生大臣 1999年－2003年              | 繼任者： 田耀                  |
| 前任者： 艾敬文                | 影子內閣外交大臣 2005年                      | 繼任者： 夏偉林                |
| 前任者： 艾敬文                | 影子內閣國防大臣 2005年－2010年              | 繼任者： 艾思和                |
| 前任者： 艾思和                | 國防大臣 2010年－2011年                      | 繼任者： 夏文達                |
| 新頭銜                         | 國際貿易大臣 2016年－                        | 現任                           |
| 前任者： 賈偉德                | 貿易委員會主席 2016年－                      | 現任                           |
| 政党职务                       |                                              |                                |
| 前任者： 文翠珊                | 保守党主席 2003年－2005年 與萨奇勋爵同時在任 | 繼任者： 麥浩德                |